# Macomia
Macomia ou Macomia-Sede é uma vila moçambicana, sede do distrito homónimo, na província de Cabo Delgado.
O nome Macomia provém do aportuguesamento de Magomia, nome de uma povoação onde se reuniam os anciãos para discutirem e resolverem os problemas da região.

### História
Macomia foi atacada em 28 de Maio de 2020 e ocupada durante três dias por grupos armados , no contexto da insurreição que assola a província. O ataque destruiu um número significativo de infraestruturas públicas e privadas e levou ao êxodo massivo da população. A vila foi de novo atacada em 10 de Maio de 2024, depois da partida das tropas da SADC aquarteladas na vila. Como consequência, a população fugiu para o mato e o tráfego rodoviário foi interrompido com o norte da província de Cabo Delgado.